# 尼古拉耶夫卡 (卡爾皮夫卡市鎮)
47°38′24″N 33°13′15″E / 47.64000°N 33.22083°E
尼古拉耶夫卡，又按乌克兰语名译为米科拉伊夫卡，是位於烏克蘭東部的村莊，由第聶伯羅彼得羅夫斯克州克里維里赫區的卡爾皮夫卡市鎮負責管轄。處於因胡莱茨河右岸，面積1.32平方公里，海拔高度28米，2012年人口27。